# Marcy-sous-Marle

Marcy-sous-Marle este o comună în departamentul Aisne din nordul Franței. În 1 ianuarie 2022 avea o populație de 204 de locuitori.